# Les Rois du rallye
Pour plus de détails, voir Fiche technique et Distribution.
Les Rois du rallye est un film d'animation américain, britannique et émirati réalisé par Ross Venokur et sorti en 2023,.

## Synopsis
Un jeune pilote, Gi, fait le pari qu’il pourra battre Archie Vainglorio, le champion en titre de la plus grande course de rallye. Aider d'un ancien pilote devenu mécanicien, il fera tout pour déjouer les pièges de ses adversaires et gagner la course, afin de sauver son village.

## Fiche technique
- Titre original : Rally Road Racers
- Réalisation : Ross Venokur
- Scénario : Ross Venokur
- Musique : Tom Howe
- Photographie : Alexei Nechytaylo
- Son : Steven Parker
- Montage : Adam Garner Card
- Décors :
- Costumes :
- Production : Deepak Nayar, Nik Bower, John H. Williams, Jackky Bhagnani et Vashu Bhagnani
  - Coproduction : Eoin Hegan
  - Production déléguée : Gregory Gavanski et John Harvey
- Société de production : Riverstone Pictures
- Société de distribution : Alba Films
- Pays de production :  États-Unis,  Royaume-Uni et  Émirats arabes unis
- Langue originale : anglais
- Format :
- Genre : Animation
- Durée : 93 minutes
- Dates de sortie :
  - États-Unis : 12 mai 2023
  - Royaume-Uni : 15 septembre 2023
  - France : 14 août 2024

## Distribution

### Voix originales
- Jimmy O. Yang : Zhi
- J. K. Simmons : Gnash
- John Cleese : Archie Vainglorious
- Chloe Bennet : Shelby
- Lisa Lu : Mamy Bai
- Sharon Horgan : Abby Jacks
- Catherine Tate : Juni
- Naomi McDonald : Adalina
- Raza Jaffrey : équipe tandem

### Voix françaises
- Maxime Van Santfoort : Zhi
- Lionel Bourguet : Gnash
- Emmanuel Dell'Erba : Archie Vainglorious
- Fanny Dreiss : Shelby
- Myriam Thyrion : Mamy Bai
- Cécile Florin : Abby Jacks
- Marcha Van Boven : Juni
- Maia Baran : Adalina